# Cory Murphy
Cory Murphy (Kanata, 13 febbraio 1978) è un hockeista su ghiaccio canadese.

## Palmarès

### Mondiali
- 1 medaglia:
  - 1 oro (Russia 2007)